# Sinomastodon
Sinomastodon ('mastodont xinès') és un gènere extint de proboscidis (gomfotèrids) que visqueren entre el Miocè superior i el Plistocè inferior al sud-est asiàtic (Xina, Japó i Indonèsia).
Aquest animal era molt similar als elefants actuals, amb una mida que variava entre 3,6 i 5,3 metres. Se'n coneixen diversos exemplars xinesos, dels quals el més conegut és S. hanjiangensis del Miocè superior i Pliocè inferior de la província de Shanxi. Se'l coneix a partir de l'esquelet incomplet d'un exemplar adult (de 5,3 metres) que incloïa maxil·lars, dents, ullals i altres materials. L'espècie japonesa S. sendaicus, descrita el 1924 a partir de parts de dentadura de jaciments del Pliocè, ha estat classificada dins el gènere, així com l'espècie S. bumiajuensis (antigament Tetralophodon) del Pliocè superior de Java.